# Tam chích tiểu trư
Tam chích tiểu trư là cách phát âm tiếng Quan thoại của câu chuyện dân gian nổi tiếng Ba chú heo con. Vào cuối năm 2005, Bộ Giáo dục ở Đài Loan đã liệt kê cụm từ này trong phần phụ lục của từ điển thành ngữ trực tuyến; giới truyền thông đưa tin về danh sách này đã xuất hiện ở Đài Loan và sau đó là Hồng Kông vào cuối tháng 1 năm 2007, tạo ra một cuộc tranh cãi về định nghĩa thành ngữ qua đó giới học giả và công chúng lên tiếng chỉ trích Bộ Giáo dục.

## Danh sách
Cụm từ tam chích tiểu trư xuất hiện trong Từ điển Thành ngữ của Bộ Giáo dục trong phần phụ lục có tựa đề "Phim và Tiểu thuyết"; các mục khác trong cùng phần bao gồm The Seven Year Itch (七年之癢) và Pinocchio (小木偶奇遇記). Nó được đăng lần đầu vào cuối năm 2005; sự xuất hiện sớm nhất của mục này trên Internet Archive là ngày 3 tháng 11 năm 2005. Bản tin của đài TVBS từ Đài Loan tuyên bố đã phát hiện ra rằng Bộ Giáo dục đã xóa mục này khỏi phần chính của từ điển và chuyển nó thành một phụ lục sau khi tranh cãi nổ ra; thế nhưng mục này thực sự đã có trong phần phụ lục từ danh sách sớm nhất. Bản thân mục này có nội dung như sau:
Câu chuyện thiếu nhi. Trong rừng có ba chú heo, một chú cẩu thả xây nhà bằng cỏ, một chú khác nghĩ nhà gỗ là đủ, chỉ có chú heo thứ ba siêng năng xây nhà bằng gạch. Một con sói rừng lớn xông đến thổi bay cả ngôi nhà cỏ và ngôi nhà gỗ, cuối cùng ba chú heo phải trốn vào trong ngôi nhà gạch kiên cố trước khi con sói rừng lớn đành bỏ cuộc. Sau này, cụm từ tam chích tiểu trư được mượn để mô tả những thành tựu to lớn chỉ có thể đạt được nhờ sự siêng năng và tránh lười biếng. Ví dụ: "Chúng ta phải nhớ bài học về ba chú heo con; vì hôm nay chúng ta xây cầu nên chúng ta phải xây cầu thật vững chắc".
Phiên bản đầu tiên của mục này có lỗi khi gán câu chuyện này cho Hans Christian Andersen; lỗi này đã không được sửa chữa trong hơn một năm, cho đến khi giới truyền thông đưa tin về vụ việc vào tháng 1 năm 2007.

## Phản đối và trả lời
Giáo sư Đại học Quốc gia Đài Loan Hà Khởi Bằng đã phát biểu trong một cuộc phỏng vấn với tờ Đại Công báo của Hồng Kông rằng ưu điểm của thành ngữ này là chúng có ý nghĩa sâu sắc và nổi tiếng đằng sau chúng, nhưng Bộ Giáo dục quyết định liệt kê các thuật ngữ như "tam chích tiểu trư" làm thành ngữ quá rộng, vì các thuật ngữ này có thể có nhiều cách giải thích khác nhau. Người dùng Internet cũng xúc phạm người đứng đầu Bộ Giáo dục Đỗ Chính Thắng, chế nhạo việc ông cố gắng đưa ra các câu ví dụ bằng cách sử dụng cụm từ "tam chích tiểu trư", và mô tả ông là "chú heo thứ tư". Đáp lại những lời chỉ trích, một quan chức Bộ Giáo dục nhấn mạnh mặc dù mọi người đã quen với việc nghĩ rằng thành ngữ này đã trải qua hàng nghìn năm lịch sử nhưng ngôn ngữ vẫn liên tục được thay đổi và cập nhật, và mục tiêu của Bộ chỉ đơn giản là mở rộng tài liệu mà họ đưa vào từ điển để làm tài liệu tham khảo cho công chúng.